# بازلر (وایومینگ)
بازلر (به انگلیسی: Bosler) یک منطقهٔ مسکونی در ایالات متحده آمریکا است که در شهرستان آلبانی، وایومینگ واقع شده‌است. بازلر ۲٬۱۵۸٫۰۱ متر بالاتر از سطح دریا واقع شده‌است.